# Дороги судьбы (сборник)
«Дороги судьбы» (англ. Roads of Destiny) — сборник рассказов американского писателя О. Генри, впервые опубликованный в 1909 году.

## Содержание
Сборник включает 22 рассказа:
- Дороги судьбы (Roads of Destiny)
- Хранитель рыцарской чести (The Guardian of the Accolade)
- Плюшевый котёнок (The Discounters of Money)
- Волшебный профиль (The Enchanted Profile)
- «Среди текста» («Next to Reading Matter»)
- Искусство и ковбойский конь (Art and the Bronco)
- Феба (Phoebe)
- Гнусный обманщик (A Double-dyed Deceiver)
- Исчезновение Чёрного Орла (The Passing of Black Eagle)
- Обращение Джимми Валентайна (A Retrieved Reformation)
- «Cherchez la femme» (Cherchez la Femme)
- Друзья из Сан-Розарио (Friends in San Rosario)
- Четвёртое июля в Сальвадоре (The Fourth in Salvador)
- Эмансипация Билли (The Emancipation of Billy)
- Волшебный поцелуй (The Enchanted Kiss)
- Случай из департаментской практики (A Departmental Case)
- Возрождение Шарлеруа (The Renaissance at Charleroi)
- От имени менеджмента (On Behalf of the Management)
- Рождественский чулок Дика-Свистуна (Whistling Dick’s Christmas Stocking)
- Алебардщик маленького замка на Рейне (The Halberdier of the Little Rheinschloss)
- Два ренегата (Two Renegades)
- Одиноким путём (The Lonesome Road)